# Cinderford
Cinderford är en stad och en civil parish i  Forest of Dean i Gloucestershire i England. Orten har 8 494 invånare (2011).